# Naturschutzgebiet Etzenrichter Kirchberg
Der Etzenrichter Kirchberg ist ein Naturschutzgebiet in Etzenricht im Oberpfälzer Landkreis Neustadt an der Waldnaab in Bayern. Es befindet sich im Ortsgebiet von Etzenricht und ist Bestandteil des Naturparks Nördlicher Oberpfälzer Wald.
Das etwa sechs Hektar große Areal war bei der Unterschutzstellung im Jahr 1938 ein unbewaldeter Höhenrücken. Auf der Anhöhe steht die evangelische Kirche St. Nikolaus aus dem 14. Jahrhundert. Das Naturschutzgebiet wurde am erstmals 2. Juli 1938, danach am 5. Januar 1951 und am 24. November 1976 mit jeweils geänderten Verordnungen ausgewiesen.